# Deniya montana
Deniya montana är en stekelart som först beskrevs av Heinrich 1934.  Deniya montana ingår i släktet Deniya och familjen brokparasitsteklar. Inga underarter finns listade i Catalogue of Life.